# Kanton Saint-Chély-d'Aubrac
Kanton Saint-Chély-d'Aubrac (francouzsky Canton de Saint-Chély-d'Aubrac) je francouzský kanton v departementu Aveyron v regionu Midi-Pyrénées. Tvoří ho dvě obce.

## Obce kantonu
- Condom-d'Aubrac
- Saint-Chély-d'Aubrac